# 大統領の執事の涙
『大統領の執事の涙』（だいとうりょうのしつじのなみだ、Lee Daniels' The Butler）は、リー・ダニエルズ監督、ダニー・ストロング脚本、アンサンブル・キャストによる2013年のアメリカ合衆国の歴史ドラマ映画である。ユージン・アレンの実生活に触発を受けた内容となっており、フォレスト・ウィテカー演じるアフリカ系アメリカ人のホワイトハウスバトラー（執事）のスィーシル・ゲインズの視点で彼の34年の任期中に起こった20世紀の事件が描かれる。2011年に亡くなったローラ・ジスキンが最後にプロデュースした作品である。
アメリカ合衆国ではワインスタイン・カンパニー配給で2013年8月16日に封切られて、高評価を得て、製作費3000万ドルに対し、世界興行収入は1億3000万ドルを超えた。

## あらすじ
2009年、年老いたスィーシル・ゲインズは、新たに就任したオバマ大統領との面談をホワイトハウスで待つ間、自身の人生について語る。スィーシルはジョージア州メーコンの綿花農園の小作人の家庭に生まれ育った。1926年、7歳のときに農園主の息子が母親のハッティをレイプした。彼の父アールは農園主に抗議しようとして殺されてしまう。スィーシルは屋敷の管理人に引き取られ、家内使用人として訓練される。
1937年、18歳のスィーシルは農園を離れる。どうしようもなくお腹が空いた彼は、ホテルのペストリー店に侵入してしまう。そんな彼を哀れんだ初老の使用人頭メイナードが仕事を与える。スィーシルはメイナードから高度なサービス提供方法と対人スキルを学ぶ。教えられたことは「客の目を見て望みを知れ」「相手の心を読め」「ボスが思わず微笑むように」「白人用の顔と自分の顔を持て」ということだった。また、「ハウスニガー」という言葉は使うなと言われる。後にメイナードはスィーシルをワシントンD.C.のホテルに推薦する。そこで働いている間に、スィーシルはグロリアと出会い結婚し、2人にはルイスとチャーリーという2人の息子が生まれる。
1957年、スィーシルはドワイト・D・アイゼンハワー政権下でホワイトハウスに採用される。ワシントンD.C.の高級ホテルで実直に勤務していると、ホワイトハウス付きの執事にならないかと誘いを受け、面接を受けたのである。ホテルの客だったホワイトハウスの事務主任ウォーナーが認めたためである。ホワイトハウスの給仕長フレディ・ファローズがスィーシルをカーター・ウィルソンとジェームズ・ホロウェイを紹介する。新人の採用は自分で決めたかったと言う給仕長にも何とか気に入られ、「ハウスニガーにようこそ」、「ここでは政治の話題は御法度だ」などと言われる。スィーシルは、アイゼンハワーが学校の人種差別撤廃を執行するために軍隊を使うことを躊躇ったこと、そしてアーカンソー州のリトルロック中央高校を人種的に統合することで法を守るという決意を目の当たりにする。
エメット・ティル事件に興味を持った長男のルイスはテネシー州ナッシュビルのフィスク大学に入学するが、スィーシルは南部の情勢が不安定過ぎると心配する。ルイスは南部キリスト教指導者会議（SCLC）の活動家ジェームズ・ローソンが主導する学生運動に参加し、人種によって席が分けられている食堂での非暴力的な座り込み運動に参加し、逮捕される。グロリアはスィーシルが自分よりも自分の仕事を優先していると感じ、アルコール依存症に陥る。
1960年の大統領選挙中、台所にいる執事たちのところに「金持ちの坊ちゃんに負けたくない、応援してくれ」と現れ、自分の選挙運動用ピンバッジを配ったのは、共和党の大統領候補者となった副大統領のリチャード・ニクソンだった。
大統領は任期ギリギリまでホワイトハウスに住んでいて、引越後2時間で新大統領を迎える準備をしなければならない。1961年、小さい娘のキャロラインたちを連れて若いケネディ大統領がやって来る。スィーシルの妻の関心は専らジャッキー夫人の靴の数だった。スペインの独裁フランコ政権を支持する国では演奏しないパブロ・カザルスがホワイトハウスでチェロの演奏をする。
ルイスたちはアラバマ州バーミンガハムへ向かう「フリーダム・ライド」中にクー・クラックス・クランのメンバーに襲撃され、何とか逃れるが、ミシシッピ州で収監されてしまう。ルイスは1963年のバーミンガム子供十字軍に参加する。そこでは犬と放水銃が行進を止めるために使用され、この行動がケネディに1964年の公民権法を提案する全米へ向けた演説を行うきっかけとなる。
ケネディ暗殺の速報が流れ、ジャッキーがホワイトハウスに戻ってくるが、血まみれの服を着替えるのを拒む。ジャッキー・ケネディ夫人は善意の印として、ケネディ大統領のネクタイをスィーシルに贈る。
ケネディの後任のリンドン・B・ジョンソンが「1964年の公民権法」を成立させ、演説の中で“ウィ・シャル・オーバーカム”と繰り返す。ルイスは1965年のセルマ投票権運動に参加し、ジョンソン大統領はこの運動に触発され、画期的な1965年の投票権法を可決するよう議会に要求する。ジョンソンはまた、スィーシルにネクタイピンを贈る。
ベトナム戦争が泥沼化し、過激なマルコム・Xは「ハウスニグロ」を批判する。一方、キング牧師は、執事は紋切型の黒人像を変えた、彼らは戦士だと評価するが、メンフィスのモーテルで暗殺されてしまう。ブラック・パンサーになったルイスが恋人を連れて帰宅するが、映画『夜の大捜査線』の主演俳優シドニー・ポワチエに対する評価が異なり、また、ゲップをする恋人の態度の悪さから、家を出て行けと言う。ルイスは再び逮捕される。スィーシルはリチャード・ニクソン大統領がブラックパンサー弾圧を計画していることを知る。
チャーリーはルイスにベトナム戦争に行く積りだと打ち明ける。彼は戦死し、アーリントン国立墓地に埋葬される。ブラックパンサー党が暴力に訴えるようになると、ルイスは党を離れて大学に戻り、政治学の修士号を取得し、その後、連邦下院議員に立候補し、落選する。それでもスィーシルのルイスに対する憤りの気持ちは無くならない。
1974年夏、ニクソンはウォーターゲート事件で追いつめられるが、夜中に泥酔し「絶対辞めない」を繰り返す（しかし、8月9日に辞任）。
スィーシルは、ホワイトハウスの黒人スタッフに対する賃金と昇進の不平等について、事務主任に対して繰り返し訴えてきていたところ、ロナルド・レーガン大統領の口添えもあり、スィーシルの要求は受け入れられる。彼の評判は高まり、彼と妻はレーガン大統領から公式晩餐会のゲストとして招待されるまでになる。スィーシルはホワイトハウス内の階級による区分に不快感を覚えるようになり、レーガン大統領がアパルトヘイトを施行している南アフリカに対する経済制裁への支持を拒否したことを目の当たりにし、辞任する。
グロリアはスィーシルにルイスとの関係を修復するよう頼む。息子の行動が英雄的であることに気づき、彼は南アフリカのアパルトヘイトに対する抗議活動に参加する。彼らは逮捕され、一緒に投獄される。
2008年、バラク・オバマが全米初の黒人大統領に選出される直前、グロリアは亡くなる。その2か月と2週間と1日後、スィーシルはケネディとジョンソンから贈られた物を身に付けて、新任の大統領に会う準備をする。ホワイトハウス首席案内係のスティーブン・W・ローションが彼に近づき、大統領の準備が整ったことから大統領執務室へ案内すると告げる。スィーシルは、行き方は分かっていると言い、先に廊下を歩いて行く。

## キャスト
- スィーシル・ゲインズ - フォレスト・ウィテカー[7]
- 若年期のスィーシル - アムル・アミーン（英語版）[14]

ゲインズの私生活
- グロリア・ゲインズ - オプラ・ウィンフリー[7]： セシルの妻。
- ルイス・ゲインズ - デヴィッド・オイェロウォ[7]： セシルの長男。
- チャーリー・ゲインズ - イライジャ・ケリー[14]： セシルの次男。
- アール・ゲインズ - デヴィッド・バナー[14]： セシルの父。
- ハッティ・パール - マライア・キャリー[15]： セシルの母。
- ハワード - テレンス・ハワード[7]： セシルの隣人。ギャンブラー。
- ジーナ - エイドリアン・レノックス（英語版）[14][16]： ハワードの妻。
- キャロル・ハミー - ヤヤ・ダコスタ[17]： ルイスの活動仲間で後に恋人に。
- トーマス・ウェストフォール - アレックス・ペティファー[7]： 地主の息子。ハッティを暴行し、アールを射殺。
- アナベス・ウェストフォール - ヴァネッサ・レッドグレイヴ[7]： 地主の女主人。セシルを給仕として育てる。
- メイナード - クラレンス・ウィリアムズ3世[14][16]： セシルの執事としての師。

ホワイトハウスでの同僚
- カーター・ウィルソン - キューバ・グッディング・ジュニア[7][14]
- ジェームズ・ホロウェイ - レニー・クラヴィッツ[7][14]
- フレディ・ファローズ - コールマン・ドミンゴ[14][17]

ホワイトハウスの歴史上の人物
- ドワイト・D・アイゼンハワー - ロビン・ウィリアムズ[7][18]： 第34代大統領。
- シャーマン・アダムス（英語版） - ジェームズ・デュモン（ポルトガル語版）[16][19]： アイゼンハワー大統領の首席補佐官。
- ハーバート・ブラウネル・Jr（英語版） - ロバート・アバディーン[16]： アイゼンハワー政権の司法長官。
- ジョン・F・ケネディ - ジェームズ・マースデン[7][18]： 第35代大統領。
- ジャクリーン・ケネディ - ミンカ・ケリー[18]： ケネディ大統領夫人。
- リンドン・ジョンソン - リーヴ・シュレイバー[7][18]： 第36代大統領。
- リチャード・ニクソン - ジョン・キューザック[7][18]： 第37代大統領。
- H・R・ハルデマン - アレックス・マネット[7]： ニクソン大統領の首席補佐官。
- ジョン・アーリックマン - コリン・ウォーカー[16][20]： ニクソン大統領の内政担当補佐官。
- ロナルド・レーガン - アラン・リックマン[7][18]： 第40代大統領。
- ナンシー・レーガン - ジェーン・フォンダ[16]： レーガン大統領夫人。
- スティーブン・W・ローション（英語版） - スティーヴン・ライダー[16]： オバマ政権発足時のホワイトハウス首席案内係

公民権運動の歴史上の人物
- マーティン・ルーサー・キング・ジュニア - ネルサン・エリス[7][18]： 公民権運動の指導者。
- ジェームズ・ローソン（英語版） - ジェシー・ウィリアムズ[17]： 非暴力を貫く活動家。
- アラバマ州で攻撃されたフリーダム・ライダーズ（英語版）の1人 -  ダニー・ストロング（英語版）（カメオ出演）

他に、大統領のジェラルド・R・フォード、ジミー・カーター、バラク・オバマと公民権運動のリーダーのジェシー・ジャクソンはアーカイヴ映像を使って描かれる。
メリッサ・レオとオーランド・エリック・ストリートはそれぞれマミー・アイゼンハワー大統領夫人とバラク・オバマ大統領役にキャスティングされていたが、完成した映画には登場しなかった。

## 日本語吹替
| 役名                        | 俳優                             | 日本語吹替                                                             | 日本語吹替 |
| 役名                        | 俳優                             | ソフト版                                                               | BSジャパン版 |
| --------------------------- | -------------------------------- | ---------------------------------------------------------------------- | --- |
| セシル・ゲインズ            | フォレスト・ウィテカー           | 石住昭彦                                                               | 立木文彦 |
| グロリア・ゲインズ          | オプラ・ウィンフリー             | 喜田あゆ美                                                             | 喜田あゆ美 |
| ルイス・ゲインズ            | デヴィッド・オイェロウォ         | 櫻井トオル                                                             | 新垣樽助 |
| チャーリー・ゲインズ        | イライジャ・ケリー               | 西山宏太朗                                                             | |
| カーター・ウィルソン        | キューバ・グッディング・ジュニア | 志村知幸                                                               | 高木渉 |
| ジェームズ・ホロウェイ      | レニー・クラヴィッツ             | 各務立基                                                               | 田中完 |
| ドワイト・D・アイゼンハワー | ロビン・ウィリアムズ             | 小島敏彦                                                               | 樋浦勉 |
| ジョン・F・ケネディ         | ジェームズ・マースデン           | 佐々木啓夫                                                             | 綱島郷太郎 |
| リンドン・ジョンソン        | リーヴ・シュレイバー             | 宇垣秀成                                                               | 東地宏樹 |
| リチャード・ニクソン        | ジョン・キューザック             | 桐本琢也                                                               | 堀内賢雄 |
| ロナルド・レーガン          | アラン・リックマン               | 中村浩太郎                                                             | 土師孝也 |
| ナンシー・レーガン          | ジェーン・フォンダ               | 宮沢きよこ                                                             | 土井美加 |
| ハワード                    | テレンス・ハワード               | 祐仙勇                                                                 | 出演シーンカット |
| キャロル・ハミー            | ヤヤ・ダコスタ                   |                                                                        | 白石涼子 |
| 役不明その他                |                                  | あいざわゆりか 品田美穂 吉田麻実 小田柿悠太 志田有彩 西村太佑 下妻由幸 | 宗矢樹頼 小島敏彦 三宅貴大 楠見尚己 駒谷昌男 鈴木琢磨 相馬幸人 田尻浩章 伊沢磨紀 仗桐安 矢嶋友和 松本沙羅 松井暁波 天野真実 |
|                             |                                  |                                                                        | |
| 演出                        |                                  | 小山悟                                                                 | 小山悟 |
| 翻訳                        |                                  | 鈴木紫穂                                                               | 鈴木紫穂 |
| 録音                        |                                  | 山下裕康                                                               | |
| 調整                        |                                  | 山下裕康                                                               | 新井保雄 |
| 効果                        |                                  |                                                                        | 桜井俊哉 |
| 担当                        |                                  | 中島努 永野裕樹 （HALF H・P STUDIO）                                   | 別府憲治 宮地奈緒 （HALF H・P STUDIO）                                                                                      |
| プロデューサー              |                                  |                                                                        | 遠藤幸子 久保一郎 （BSジャパン）                                                                                            |
| 制作                        |                                  | HALF H･P STUDIO                                                        | BSジャパン HALF H･P STUDIO                                                                                                  |
| 配給                        |                                  |                                                                        | カルチュア・パブリッシャーズ                                                                                                |
| 初回放送                    |                                  |                                                                        | 2016年6月22日 20:00-21:54 『シネマクラッシュ』 正味約102分                                                                  |

## 製作

### 企画
ダニー・ストロングの脚本は『ワシントン・ポスト』の記事「A Butler Well Served by This Election」の影響を受けている。プロジェクトは2011年初頭、プロデューサーのローラ・ジスキンとパム・ウィリアムズが資金提供を求めてシーラ・ジョンソンに近づいた際に始まった。ダニー・ストロングの脚本を読んだ後、ジョンソンは他のアフリカ系アメリカ人の投資家を得る前に270万ドルを提供した。しかしながらジスキンは2011年6月に癌で亡くなった。監督のダニエルズと製作パートナーのヒラリー・ショーはさらにプロデューサーを探し、2人は『ペーパーボーイ 真夏の引力』でも働いたカシアン・エルウィズと組み、彼はさらに資金調達を進めた。2012年春に海外プリセールスにより600万ドルの保証を得た。最終的に必要としていた製作費3000万ドルに達し、アール・W・スタッフォード、ハリー・I・マーティン・Jr、ブレット・ジョンソン、マイケル・フィンリー、バディ・パトリックなどを含む41人がプロデューサーやエグゼクティブ・プロデューサーとしてクレジットされた。
コロンビア ピクチャーズが本作をターンアラウンドに置いた後、ワインスタイン・カンパニーは配給権を獲得した。
タイトルは元々は単に『The Butler』であったが、1916年にリュバン・カンパニーによって公開され、現在はフィルムが失われている同名の短編映画の権利を保有するワーナー・ブラザースがアメリカ映画協会（MPAA）にクレームをつけたために変更を余儀なくされた。この訴えによりMPAAはワインスタインに対し、タイトルの前に「Daniels'」を追加し、それを「『The Butler』の75%のサイズ」にすることで許可を与えた。2013年7月23日、配給側は『Lee Daniels' The Butler』に改題したポスターを発表した。

### 撮影
主要撮影は2012年7月下旬にニューオーリンズに始まった。撮影終了は当初は2012年9月上旬を予定していたが、ハリケーン・アイザックの影響で延期された。

## 評価

### 批評家や著名人の反応
Rotten Tomatoesでは136件のレビューで支持率は74%となった。またMetacriticでは43件のレビューで加重平均値は66/100となった。
バラク・オバマ大統領は「私はこのホワイトハウスで働いていた執事だけではなく、有能で熟練した人々の全ての世代のことも考えながら涙ぐんだ。しかしジム・クロウ法や差別のために、彼らの行ける道は限られていた」と述べた。

### 興行収入
北米では公開初週末で2460万ドルを売り上げて初登場1位となった。北米週末興行収入は3週連続で1位となった。
日本では公開初週末に4190万5500円を売り上げ、3万5148人を動員し初登場9位となった。また、男女ともに幅広い年齢層の観客を獲得した。公開後、口コミにより2週目の土日動員も先週比91パーセントを維持し、平日の稼働率も高く累計動員12万9,970人、累計興収1億4,818万2,300円でランキング10位となっている。